# Ŭiju
Ŭiju (kor. 의주군, Ŭiju-gun) – powiat w Korei Północnej, w północno-zachodniej części prowincji P’yŏngan Północny. W 2008 roku liczył 110 018 mieszkańców. Graniczy z powiatami P’ihyŏn od południa, Sakju od północnego wschodu, Ch’ŏnma od południowego wschodu, z miastem Sinŭiju na południowym zachodzie, a także z należącą do Chin prowincją Liaoning od północy.

## Historia
Przed wyzwoleniem Korei spod okupacji japońskiej powiat składał się z 16 miejscowości (kor. myŏn) oraz 184 wsi (kor. ri). W obecnej formie powstał w wyniku gruntownej reformy podziału administracyjnego w grudniu 1952 roku. W jego skład weszły wówczas tereny należące wcześniej do miejscowości Ŭiju, Kosŏng, Songjang, Sujin, Wihwa i Kogwan (wszystkie wcześniej były w powiecie Ŭiju). Powiat Ŭiju składał się wówczas z jednego miasteczka (Ŭiju-ŭp) i 20 wsi (kor. ri).

## Gospodarka
Lokalna gospodarka oparta jest na rolnictwie. Na terenie powiatu znajdują się uprawy jęczmienia, prosa, sorga, kukurydzy, fasoli azuki i ziemniaków.

## Podział administracyjny powiatu
W skład powiatu wchodzą następujące jednostki administracyjne:
| Nazwa jednostki administracyjnej | Rodzaj jednostki administracyjnej | Hangul       | Hancha       |
| -------------------------------- | --------------------------------- | ------------ | ------------ |
| Ŭiju-ŭp                          | miasteczko                        | 의주읍       | 義州邑       |
| Tŏngnyong-rodongjagu             | dzielnica robotnicza              | 덕룡로동자구 | 德龍勞動者區 |
| Tŏkhyŏn-rodongjagu               | dzielnica robotnicza              | 덕현로동자구 | 德峴勞動者區 |
| Hongnam-ri                       | wieś                              | 홍남리       | 弘南里       |
| Taesan-ri                        | wieś                              | 대산리       | 臺山里       |
| Sŏho-ri                          | wieś                              | 서호리       | 西湖里       |
| Ryong'un-ri                      | wieś                              | 룡운리       | 龍雲里       |
| Ŏjŏk-ri                          | wieś                              | 어적리       | 於赤里       |
| Ryonggye-ri                      | wieś                              | 룡계리       | 龍溪里       |
| Misong-ri                        | wieś                              | 미송리       | 美松里       |
| Sujin-ri                         | wieś                              | 수진리       | 水鎭里       |
| Taehwa-ri                        | wieś                              | 대화리       | 大花里       |
| Yŏnmu-ri                         | wieś                              | 연무리       | 燕武里       |
| Unch'ŏn-ri                       | wieś                              | 운천리       | 雲川里       |
| Kŭmgwang-ri                      | wieś                              | 금광리       | 金光里       |
| Taemun-ri                        | wieś                              | 대문리       | 大門里       |
| Jungdan-ri                       | wieś                              | 중단리       | 中端里       |
| Ch'unsan-ri                      | wieś                              | 춘산리       | 春山里       |
| Ch'u-ri                          | wieś                              | 추리         | 楸里         |
| Samha-ri                         | wieś                              | 삼하리       | 三下里       |